# Arancou
Arancou (baskisch: Erango) ist eine französische Gemeinde mit 183 Einwohnern (Stand: 1. Januar 2022) im Département Pyrénées-Atlantiques in der Region Nouvelle-Aquitaine (vor 2016: Aquitanien). Sie gehört zum Arrondissement Bayonne und zum Kanton Pays de Bidache, Amikuze et Ostibarre (bis 2015: Kanton Bidache). Die Einwohner werden Arancoï bzw. Erangoar genannt.

## Geographie
Arancou liegt etwa 34 Kilometer ostsüdöstlich von Bayonne. An der südwestlichen Gemeindegrenze verläuft der Fluss Lauhirasse und mündet schließlich in die Bidouze ein. Umgeben wird Arancou von den Nachbargemeinden Labastide-Villefranche im Norden und Osten, Bergouey-Viellenave im Süden, Arraute-Charritte im Westen und Südwesten sowie Came im Westen.

## Geschichte
1973 wurden die Gemeinden Arancou, Bergouey und Viellenave-sur-Bidouze zusammengeschlossen. Arancou schied 1977 aus der Gemeinde aus und wurde wieder selbstständig.

### Bevölkerungsentwicklung
| 1962                      | 1968 | 1975 | 1982 | 1990 | 1999 | 2006 | 2013 |
| ------------------------- | ---- | ---- | ---- | ---- | ---- | ---- | ---- |
| 192                       | 145  | -    | 122  | 122  | 108  | 92   | 139  |
| Quelle: Cassini und INSEE |      |      |      |      |      |      |      |

## Sehenswürdigkeiten
- Kirche Notre-Dame-de-l'Assomption-de-la-Bienheureuse-Vierge-Marie aus dem 13. Jahrhundert

## Gemeindepartnerschaften
Mit der französischen Gemeinde Lons im Département Pyrénées-Atlantiques besteht eine Partnerschaft.